# Anastrepha haywardi
Anastrepha haywardi är en tvåvingeart som beskrevs av Blanchard 1937. Anastrepha haywardi ingår i släktet Anastrepha och familjen borrflugor. Inga underarter finns listade i Catalogue of Life.